# Dirrah
Dirrah (în arabă ديرة) este o comună din provincia Bouira, Algeria.
Populația comunei este de 13.209 locuitori (2008).